# X-Faktor (tizedik évad)
Az X-Faktor című énekes tehetségkutató show-műsor tizedik évada 2021. október 9-én vette kezdetét az RTL Klubon.
Először a Big Picture szakmai konferencián, 2019. november 5-én Kolosi Péter, majd az X-Faktor kilencedik évadának első élő show-jában, november 16-án Kiss Ramóna jelentette be, hogy 2020-ben elindul a műsor következő, jubileumi évada. A műsor első ajánlója 2019. november 5-én jelent meg az RTL Klub honlapján. A Covid19-pandémia miatt az évad 2020-ban elmaradt, helyette az Álarcos énekes második évada volt látható. 2020. október 20-án Kolosi Péter bejelentette, hogy 2021-ben elindul a műsor tizedik évada. Az évad premierje előtt, 2021. szeptember 25-én és október 2-án volt látható az RTL Klubon Az X-Faktor sztori, a jubileumi évad felvezető műsora, ahol a korábbi évadok és a tizedik évad mentoraival idézték fel az elmúlt kilenc évad legnagyobb pillanatait.

## Készítők

### Zsűri
Dallos Bogi bejelentette, hogy a zenei karrierje miatt távozik a zsűriből. Az új női mentor Csobot Adél lett, a férfi mentorok változatlanul Gáspár Laci, Puskás Peti és ByeAlex voltak, ők ebben az évadban ötödik alkalommal látták el ezt a feladatot.

### Műsorvezető
A tizedik évadban új műsorvezető volt, miután az előző három évadát vezető Kiss Ramóna 2020-ban átigazolt a rivális TV2-höz. Az új műsorvezetőt, Miller Dávidot a 2021. május 4-i Fókusz adásában mutatták be.

## Műsorok felvételről

### Válogatók
Ebben az évadban is 14 éves kortól lehetett jelentkezni. A válogatókon, ahogy a korábbi évadokban, úgy most is közönség előtti meghallgatás zajlott és legalább három zsűritagnak kellett IGEN-nel szavaznia, hogy egy versenyző továbbjusson a Táborba. Az első válogató 2021. október 9-én került adásba. 

#### Első válogató (2021.október 9.)
| #  | Előadó                          | Életkor | Dal                                                  | Mentorok értékelése   | Mentorok értékelése   | Mentorok értékelése   | Mentorok értékelése   |
| #  | Előadó                          | Életkor | Dal                                                  | Puskás Peti           | Csobot Adél           | ByeAlex               | Gáspár Laci           |
| -- | ------------------------------- | ------- | ---------------------------------------------------- | --------------------- | --------------------- | --------------------- | --------------------- |
| 1  | Horváth Tamás "Tom Tom Boogie"  | 51      | X-Faktor (saját dal)                                 | ✔                     | ✖️                    | ✔                     | ✔                     |
| 2  | Blondies                        | —       | Bang Bang (Jessie J, Ariana Grande, Nicki Minaj)     | ✖️                    | ✖️                    | ✖️                    | ✖️                    |
| 3  | Horváth Zoltán                  | 37      | Bárhol (Tamáska Gabi)                                | ✖️                    | ✖️                    | ✖️                    | ✖️                    |
| 4  | Fige Attila                     | 47      | Maradjatok Gyerekek (Kelemen Kabátban feat Eckü)     | ✖️                    | ✖️                    | ✖️                    | ✖️                    |
| 5  | Szőke Judit Evelin              | 32      | kockahas (venus)                                     | ✖️                    | ✖️                    | ✖️                    | ✖️                    |
| 6  | Turák Lejla Gabriella és Dölyfi | 24      | Megalkuvó macskák - hasbeszélve (Hofi & Koós)        | Nem kapott értékelést | Nem kapott értékelést | Nem kapott értékelést | Nem kapott értékelést |
| 7  | Alexsza Annabella               | 22      | Mamma Knows Best (Jessie J)                          | ✔                     | ✔                     | ✔                     | ✔                     |
| 8  | Ress Csaba                      | 17      | 220 Felett (Neoton Familía)                          | ✔                     | ✔                     | ✔                     | ✔                     |
| 9  | Kalla Andrea                    | 25      | Deeper (Ella Eyre)                                   | ✔                     | ✔                     | ✔                     | ✔                     |
| 10 | Tóth Kiara "KIARA"              | 21      | I'm Still Standing (Elton John)                      | ✔                     | ✔                     | ✔                     | ✔                     |
| 11 | Lőrincz Álmos                   | 19      | KÖSZ (Elefánt)                                       | ✔                     | ✔                     | ✔                     | ✔                     |
| 12 | Mehringer Marcell               | 19      | When I Was Your Man (Bruno Mars)                     | ✔                     | ✔                     | ✔                     | ✔                     |
| 13 | Kecskeméti Róbert               | 49      | Lady Carnevál (Korda György)                         | ✔                     | ✔                     | ✖️                    | ✔                     |
| 14 | Kiss Vivien                     | 17      | Your Song (saját dal)                                | ✔                     | ✔                     | ✔                     | ✔                     |
| 15 | Kincses Előd                    | 57      | We Are The Champions (Quenn)                         | ✖️                    | ✔                     | ✖️                    | ✖️                    |
| 16 | Gyöngyi Tibor                   | 67      | Oh, Kisleány (Illés-együttes)                        | ✖️                    | ✔                     | ✖️                    | ✖️                    |
| 17 | Boldizsár Ádám "DiMe"           | 16      | Talpnyalók (saját dal)                               | ✖️                    | ✔                     | ✖️                    | ✖️                    |
| 18 | Emesz Csipke                    | 24      | That Man (Caro Emerald)                              | ✖️                    | ✔                     | ✖️                    | ✖️                    |
| 19 | Hornos Zoltán                   | 55      | Se veled, se nélküled (MC Hawer)                     | ✖️                    | ✔                     | ✖️                    | ✖️                    |
| 20 | Nagy Regina Martina             | 14      | Subidubi Május (Marót Viki és a Nova Kultúr Zenekar) | ✔                     | ✔                     | ✔                     | ✔                     |
| 21 | DD Night                        | -       | Come-On Eyes (Pantera)                               | ✔                     | ✔                     | ✔                     | ✔                     |
| 22 | Zsákay Csaba "Jackson Papa"     | 69      | Billie Jean (Michael Jackson)                        | Nem kapott értékelést | Nem kapott értékelést | Nem kapott értékelést | Nem kapott értékelést |
| 23 | Csomai Zoltán Kristóf           | 37      | Hajmási Péter, Hajmási Pál (Oszvald Marika)          | ✖️                    | ✖️                    | ✖️                    | ✖️                    |
| 24 | Sáfrán Klaudia                  | 24      | Ég veled (Dér Heni)                                  | ✖️                    | ✖️                    | ✖️                    | ✖️                    |
| 25 | Hollósi Máté                    | 21      | Magamról pár sor (saját dal)                         | ✔                     | ✔                     | ✔                     | ✔                     |
| 26 | Vörös László "Pucok"            | 67      | Viagra (saját dal)                                   | Nem kapott értékelést | Nem kapott értékelést | Nem kapott értékelést | Nem kapott értékelést |
| 27 | Jung Ferenc                     | 46      | Super Freak (Rick James)                             | ✔                     | ✔                     | ✔                     | ✔                     |
| 28 | Szajkó Attila "ATTILA/AttilaSz" | 17      | Nem dőlt a pénz (saját dal)                          | ✔                     | ✔                     | ✔                     | ✔                     |
| 29 | Luca Dalma                      | 16      | Love The Way You Lie (Eminem (ft. Rihanna)           | ✔                     | ✔                     | ✔                     | ✔                     |
| 30 | Mitykó Krisztián                | 27      | A legjobb méreg (Tankcsapda)                         | ✔                     | ✔                     | ✔                     | ✔                     |
| 31 | Laura Perez Garcia              | 19      | Señor Mentira (Daniela Darcourt)                     | ✔                     | ✔                     | ✔                     | ✔                     |
| 32 | Ferenczi Kamilla "Kami"         | 20      | Shallow (Lady Gaga, Bradley Cooper)                  | ✔                     | ✔                     | ✔                     | ✔                     |

#### Második válogató (2021.október 16.)
| #  | Előadó                       | Életkor  | Dal                                                          | Mentorok értékelése   | Mentorok értékelése   | Mentorok értékelése   | Mentorok értékelése   |
| #  | Előadó                       | Életkor  | Dal                                                          | Puskás Peti           | Csobot Adél           | ByeAlex               | Gáspár Laci           |
| -- | ---------------------------- | -------- | ------------------------------------------------------------ | --------------------- | --------------------- | --------------------- | --------------------- |
| 1  | Ágoston Sára "Ruani"         | 29       | Tir Na Nog (Nightcore)                                       | ✔                     | ✔                     | ✔                     | ✔                     |
| 2  | Jampi Randevú                | -        | Dance Crasher - táncolva (Louis Edwards, Henry Parsley)      | Nem kapott értékelést | Nem kapott értékelést | Nem kapott értékelést | Nem kapott értékelést |
| 3  | Rímrobbanás                  | -        | Hülyeség (saját dal)                                         | Nem kapott értékelést | Nem kapott értékelést | Nem kapott értékelést | Nem kapott értékelést |
| 4  | Rubik Gina                   | 25       | Awari (Adnan Dhool)                                          | Nem kapott értékelést | Nem kapott értékelést | Nem kapott értékelést | Nem kapott értékelést |
| 5  | Kovács Kristóf és Entityhe   | 20 és 20 | Álarc (saját dal)                                            | Nem kapott értékelést | Nem kapott értékelést | Nem kapott értékelést | Nem kapott értékelést |
| 6  | Mr. Mimicry                  | 50       | Warlock monológ (saját dal)                                  | ✔                     | ✖️                    | ✖️                    | ✖️                    |
| 7  | Catherine Dederick "Mardoll" | 24       | JOKER (Dax)                                                  | ✔                     | ✔                     | ✔                     | ✔                     |
| 8  | Klemán Levente               | 21       | Így Hagysz El (Byealex és a Slepp)                           | ✔                     | ✔                     | ✔                     | ✔                     |
| 9  | Szűcs Péter Pál "PP"         | 39       | Az írnok dala (William Shakespeare)                          | ✔                     | ✔                     | ✔                     | ✔                     |
| 10 | Greksa Hanna                 | 21       | leftovers - fuvolás kisérettel (Dennis Lloyd)                | ✔                     | ✔                     | ✔                     | ✔                     |
| 11 | Andrew Ace Band              | -        | Bailando (Enrique Iglesias)                                  | ✔                     | ✔                     | ✔                     | ✔                     |
| 12 | Kovács Péter                 | 53       | Hold The Line (Toto)                                         | ✔                     | ✔                     | ✔                     | ✔                     |
| 13 | Ábrahám Imre "Imike"         | 14       | Shukar jakha (saját dal)                                     | ✔                     | ✔                     | ✔                     | ✔                     |
| 14 | Finding Ádám                 | 31       | Lonely Boy (Studio Allstars)                                 | ✔                     | ✔                     | ✔                     | ✔                     |
| 15 | Rebomafil Cipriano "Rambo"   | 29       | See You Again (Wiz Khalifa ft. Charlie Puth)                 | ✔                     | ✔                     | ✔                     | ✔                     |
| 16 | Kocsis-Légrádi Lilla Lea     | 23       | When You Believe - magyarul (Whitney Houston, Mariah Carey)  | ✖️                    | ✖️                    | ✖️                    | ✖️                    |
| 17 | Mohamed Tesznim              | 22       | Dangerous Woman (Ariana Grande)                              | ✔                     | ✔                     | ✔                     | ✔                     |
| 18 | Szabó Kamilla Lilla          | 20       | drivers licence (Olivia Rodrigo)                             | ✔                     | ✔                     | ✔                     | ✔                     |
| 19 | Fazekas Eszter               | 23       | At Last (Etta James)                                         | ✔                     | ✔                     | ✔                     | ✔                     |
| 20 | Csurán Roxána                | 23       | Egy elfelejtett dal (Cserháti Zsuzsa)                        | ✖️                    | ✖️                    | ✖️                    | ✖️                    |
| 21 | Szakács Erika                | 16       | lovely (Billie Eilish, Khalid)                               | ✔                     | ✔                     | ✔                     | ✔                     |
| 22 | Szabó Alex                   | 21       | Watermelon Sugar (Harry Styles)                              | ✖️                    | ✔                     | ✔                     | ✔                     |
| 23 | Klementisz Kitti             | 14       | Good Morning Starshine / Jóreggelt Napfény! (Xantus Barbara) | ✔                     | ✖️                    | ✖️                    | ✔                     |
| 24 | Várkonyi Kitti               | 21       | Call Out My Name (The Weeknd)                                | ✔                     | ✖️                    | ✖️                    | ✔                     |
| 25 | Nagy Annamária               | 28       | What If (Amber Mark)                                         | ✔                     | ✖️                    | ✖️                    | ✔                     |
| 26 | Koala X Kitto                | -        | Távollét (saját dal)                                         | ✖️                    | ✖️                    | ✖️                    | ✔                     |
| 27 | Base X Alaric                | -        | Tik-Tok (saját dal)                                          | ✖️                    | ✖️                    | ✖️                    | ✔                     |
| 28 | Tordai Emese Mária           | 19       | Akad, amit nem gyogyít meg az idő sem (Cserháti Zsuzsa)      | ✔                     | ✔                     | ✖️                    | ✔                     |
| 29 | Mága Gábor                   | 35       | Végső Vallomás (United)                                      | ✔                     | ✖️                    | ✖️                    | ✔                     |
| 30 | Prove                        | -        | Esik az eső (saját dal)                                      | ✔                     | ✔                     | ✖️                    | ✖️                    |
| 31 | Mohácsi Anett                | 31       | At Last (Etta James)                                         | ✔                     | ✔                     | ✔                     | ✔                     |

#### Harmadik válogató (2021.október 23.)
| # | Előadó | Életkor | Dal | Mentorok értékelése | Mentorok értékelése | Mentorok értékelése | Mentorok értékelése |
| # | Előadó | Életkor | Dal | Puskás Peti         | Csobot Adél         | ByeAlex             | Gáspár Laci         |
| - | ------ | ------- | --- | ------------------- | ------------------- | ------------------- | ------------------- |

#### Negyedik válogató (2021.október 30.)
| # | Előadó | Életkor | Dal | Mentorok értékelése | Mentorok értékelése | Mentorok értékelése | Mentorok értékelése |
| # | Előadó | Életkor | Dal | Puskás Peti         | Csobot Adél         | ByeAlex             | Gáspár Laci         |
| - | ------ | ------- | --- | ------------------- | ------------------- | ------------------- | ------------------- |

### Tábor
A Tábor első és egyben legfontosabb feladata a csoportos feladat volt, 4 fős csoportokban. Ezután a mentorok megtudták, hogy melyik kategóriával dolgozhatnak együtt, utána következett a már jól ismert székes feladat, ahol hat szék volt elhelyezve a színpad szélén és a zsűri kategóriánként meghallgatta a produkciókat, ami után mind a négyen mondhattak véleményt, de döntést csak az adott kategória mentora hozhatott. Ha az adott kategória mentora leültetett egy versenyzőt, az nem jelentett automatikus továbbjutást, ugyanis ha a mentor leültetett valakit, viszont minden szék foglalt volt, akkor fel kellett állítania valakit. Kategóriánként 6, összesen 24 versenyző juthatott be a Mentorok házába. A Tábor november 6-án és 7-én került adásba. Az évadban a 25 év felettiek kategóriája 22 év felettiekre változott.

#### Székes feladat
| – | Továbbjutott versenyző                 |
| – | Leültetett, majd felállított versenyző |
| – | Egyből kiesett versenyző               |

| # | Előadó | Dal | Mentor döntése | Csere |
| - | ------ | --- | -------------- | ----- |

| # | Előadó | Dal | Mentor döntése | Csere |
| - | ------ | --- | -------------- | ----- |

| # | Előadó | Dal | Mentor döntése | Csere |
| - | ------ | --- | -------------- | ----- |

| #  | Előadó                | Dal                                      | Mentor döntése | Csere                 |
| -- | --------------------- | ---------------------------------------- | -------------- | --------------------- |
| 1  | Kiss Vivien           | Damn Your Eyes (Etta James)              | Kiesett        | –                     |
| 2  | Császár Tímea Melissa | Grace Kelly (MIKA)                       | Kiesett        | –                     |
| 3  | Zöldi Lara            | Always Remember Us This Way (Lady Gaga)  | Kiesett        | –                     |
| 4  | Young Alexandrea      | Furcsa (saját dal)                       | 1. szék        | Nagy Regina Martina   |
| 5  | Farkas Laura Viola    | Nem tudok nem gondolni rád (Auth Csilla) | 2. szék        | Szabó Kamilla Lilla   |
| 6  | Delbel Janka          | drivers license (Olivia Rodrigo)         | 3. szék        | Hegyi Hanna           |
| 7  | Seregély Hanga        | Beautiful (Christina Aguilera)           | 4. szék        | Kovács Kitti          |
| 8  | Leah Finol            | I Have Nothing (Whitney Houston)         | 5. szék        | Kovács Harmat         |
| 9  | Magdics Gréta         | Homokba írva (Pintér Béla (énekes))      | 6. szék        | Tabatabai Nejad Flóra |
| 10 | Janovszki Csenge      | Holnap (Nagy Bogi)                       | Kiesett        | –                     |
| 11 | Laura Perez Garcia    | Stone Cold (Demi Lovato)                 | Kiesett        | –                     |
| 12 | Fridmann Fanni        | Lonely (Justin Bieber & benny blanco)    | Kiesett        | –                     |
| 13 | Kovács Kitti          | Creep (Radiohead)                        | 4. szék        | Szakács Erika         |
| 14 | Kovács Harmat         | When I Was Your Man (Bruno Mars)         | 5. szék        | –                     |
| 15 | Tabatabai Nejad Flóra | happier (Olivia Rodrigo)                 | 6. szék        | –                     |
| 16 | Nagy Regina Martina   | Csak egy tánc volt.. (Szécsi Pál)        | 1. szék        | –                     |
| 17 | Hegyi Hanna           | Fekete                                   | 3. szék        | –                     |
| 18 | Szakács Erika         | Jealous (Labrinth)                       | 4. szék        | –                     |
| 19 | Szabó Kamilla Lilla   | ANYA (ByeAlex és a Slepp)                | 2. szék        | Ferenczi Kamilla      |
| 20 | Ferenczi Kamilla      | idontwannabeyouanymore (Billie Eilish)   | 2. szék        | –                     |

### Mentorok háza
A Mentorok házában 24 versenyző mutathatta meg, hogy helye van a műsorban, közülük kategóriánként 3, összesen 12 versenyző juthatott tovább az élő show-ba. A jubileumi évadban sem voltak a döntést segítő vendégelőadók, viszont mind a négy zsűritag kategóriánként meghallgatta a versenyzők produkcióit, majd az adott kategória mentora két versenyzőt automatikusan magával vitt az élő adásokba, másik kettőt pedig a mentortársaira bízott, akik közülük választották ki a harmadik továbbjutót. A Mentorok háza 2021. november 13-án és 14-én került adásba. Az alábbi táblázatban a továbbjutók nevei vastag betűvel, a mentoruk által a többi mentorra bízott versenyzők nevei dőlt betűkkel találhatóak. 
| Mentor      | Kategória       | Versenyzők              | Versenyzők                   | Versenyzők        | Versenyzők          | Versenyzők    | Versenyzők            | Forgatási helyszín |
| ----------- | --------------- | ----------------------- | ---------------------------- | ----------------- | ------------------- | ------------- | --------------------- | ------------------ |
| Puskás Peti | Lányok          | Ferenczi Kamilla        | Hegyi Hanna                  | Kovács Harmat     | Nagy Regina Martina | Szakács Erika | Tabatabai Nejad Flóra | Szálka             |
| ByeAlex     | Fiúk            | Árvavölgyi Patrik       | Balázs Alex "Alee"           | Mehringer Marcell | Szajkó Attila       | Tóth Roland   | Varga Norbert         | Szálka             |
| Gáspár Laci | 22 év felettiek | Balogh Imre "Imi Plaza" | Catherine Dederick "Mardoll" | Fazekas Eszter    | Kocsis Paulina      | Mohácsi Anett | Mohamed Tesznim       | Szálka             |
| Csobot Adél | Zenekarok       | Beneath My Skin         | Crush                        | DD Night          | Kultúrkör           | The Harmonies | The Palace            | Szálka             |

#### Produkciók
| – | A versenyző automatikusan továbbjutott                              |
| – | A versenyző automatikusan kiesett                                   |
| – | A versenyzőt a mentora a többi mentorra bízta, akik továbbjuttatták |
| - | A versenyzőt a mentora a többi mentorra bízta, akik kiejtették      |

| #  | Előadó             | Dal                                              | Eredmény     |
| -- | ------------------ | ------------------------------------------------ | ------------ |
| 1. | Tóth Roland        | I Write Sins Not Tragedies (Panic! At The Disco) | Továbbjutott |
| 2. | Varga Norbert      | Féltelek (BariLaci)                              | Kiesett      |
| 3. | Árvavölgyi Patrik  | You Don't Own Me (Lesley Gore)                   | Kiesett      |
| 4. | Szajkó Attila      | Úgy fáj (Saját dal)                              | Kiesett      |
| 5. | Mehringer Marcell  | WITHOUT YOU (The Kid LAROI)                      | Továbbjutott |
| 6. | Balázs Alex "Alee" | Pillanatkép (Saját dal)                          | Továbbjutott |

| #  | Előadó          | Dal                                | Eredmény     |
| -- | --------------- | ---------------------------------- | ------------ |
| 1. | DD Night        | Hound Dog (Elvis Presley)          | Kiesett      |
| 2. | Crush           | Én Még Sohasem (Carson Coma)       | Kiesett      |
| 3. | Kultúrkör       | Maradunk fiatalok (Saját dal)      | Kiesett      |
| 4. | The Harmonies   | Toxic (Britney Spears)             | Továbbjutott |
| 5. | The Palace      | Levelek (Saját dal)                | Továbbjutott |
| 6. | Beneath My Skin | Hurricane (Thirty Seconds To Mars) | Továbbjutott |

| #  | Előadó                       | Dal                                         | Eredmény     |
| -- | ---------------------------- | ------------------------------------------- | ------------ |
| 1. | Fazekas Eszter               | Waterfalls (TLC)                            | Kiesett      |
| 2. | Mohácsi Anett                | Who's Loving You (The Jackson 5)            | Kiesett      |
| 3. | Balogh Imre "Imi Plaza"      | It's a Sin (Pet Shop Boys)                  | Továbbjutott |
| 4. | Mohamed Tesznim              | What You Won't Do for Love (Bobby Caldwell) | Kiesett      |
| 5. | Catherine Dederick "Mardoll" | For the win (Saját dal)                     | Továbbjutott |
| 6. | Kocsis Paulina               | As (George Michael, Mary J. Blige)          | Továbbjutott |

| #  | Előadó                | Dal                                      | Eredmény     |
| -- | --------------------- | ---------------------------------------- | ------------ |
| 1. | Kovács Harmat         | lovely (Billie Eilish, Khalid)           | Kiesett      |
| 2. | Hegyi Hanna           | Fain (Saját dal)                         | Kiesett      |
| 3. | Tabatabai Nejad Flóra | Dancing On My Own (Calum Scott)          | Továbbjutott |
| 4. | Ferenczi Kamilla      | Dirty Dirty (Charlotte Cardin)           | Továbbjutott |
| 5. | Szakács Erika         | Dangerous Woman (Ariana Grande)          | Kiesett      |
| 6. | Nagy Regina Martina   | Adagio (Il Divo, Szécsi Pál feldolgozás) | Továbbjutott |

### A továbbjutók
– Nyertes
     – Második helyezett
     – Harmadik helyezett
| Mentor      | Kategória       | Versenyzők          | Versenyzők              | Versenyzők                   |
| Mentor      | Kategória       | Mentor választása   | Mentor választása       | A többi mentor választása    |
| ----------- | --------------- | ------------------- | ----------------------- | ---------------------------- |
| Puskás Peti | Lányok          | Nagy Regina Martina | Ferenczi Kamilla        | Tabatabai Nejad Flóra        |
| ByeAlex     | Fiúk            | Mehringer Marci     | Alee                    | Tóth Roland                  |
| Gáspár Laci | 22 év felettiek | Paulina             | Balogh Imre "Imi Plaza" | Catherine Dederick "Mardoll" |
| Csobot Adél | Zenekarok       | The Harmonies       | The Palace              | Beneath My Skin              |

## Élő műsorok
Az első élő show 2021. november 20-án került képernyőre. A tizedik évadban a nyolcadik és a kilencedik évadhoz hasonlóan négy széket helyeztek el a stúdióban, erre azok ülhettek, akiket a mentorok akartak továbbjuttatni a következő hétre. A széken ülő versenyzők cserélődtek az adás során. A második héten már csak három, a harmadik és a negyedik héten pedig két biztonságot jelentő szék volt elhelyezve a stúdióban. Az adott versenyző akkor ülhetett le, ha három mentor is a leültetés mellett szavazott. Ha egy versenyzőt a mentorok leültettek, de a székek már foglaltak voltak, a nézők 90 másodperc szavazási időt kaptak. A szavazás lezárása után a legkevesebb szavazattal rendelkező versenyzőnek át kellett adnia a helyét. A nézői voksok alapján újabb négy versenyző jutott be a következő élő adásba. A szabályok értelmében az első héten négy produkció számára ért véget a verseny. A második és a harmadik héten kettő, a negyedik héten egy versenyző számára ért véget a verseny. Az utolsó héten ezúttal is csak szombaton volt adás, ahol nem voltak székek és csak a nézői voksokon múlt a versenyzők sorsa. Tehát ebben az évadban is mindössze öt élő adás volt.

### Összesített eredmények
Jelmagyarázat
| – | Lányok (Puskás Peti)                                                      |
| – | Fiúk (ByeAlex)                                                            |
| – | 22 év felettiek (Gáspár Laci)                                             |
| – | Zenekarok (Csobot Adél)                                                   |
| – | A versenyzőt a zsűri juttatta tovább                                      |
| – | A versenyző a nézői voksokkal jutott tovább                               |
| – | A versenyzőt nem juttatta tovább sem a zsűri, sem a közönség, így kiesett |

| #       | Versenyző             | 1. hét (november 20.)            | 2. hét (november 27.)                  | 3. hét (december 4.)              | 3. hét (december 4.)              | 4. hét (december 11.)             | 5. hét- Finálé (december 18.)     | 5. hét- Finálé (december 18.)     |
| #       | Versenyző             | 1. hét (november 20.)            | 2. hét (november 27.)                  | Első kör                          | Második kör                       | 4. hét (december 11.)             | Első kör                          | Második kör                       |
| ------- | --------------------- | -------------------------------- | -------------------------------------- | --------------------------------- | --------------------------------- | --------------------------------- | --------------------------------- | --------------------------------- |
| 1.      | Alee                  | 1-4. Mentorok döntése            | 1-3. Mentorok döntése                  | 1. 22,72%                         | 3-4. Nézői szavazatok             | 3. 77,09%                         | 1. 43,89%                         | Győztes 66,39%                    |
| 2.      | Paulina               | 1-4. Mentorok döntése            | 1-3. Mentorok döntése                  | 2. 18,48%                         | 1-2. Mentorok döntése             | 1-2. Mentorok döntése             | 2. 29,03%                         | 2. helyezett 33,61%               |
| 3.      | Ferenczi Kamilla      | 5-8. Nézői szavazatok            | 1-3. Mentorok döntése                  | 3. 16,62%                         | 3-4. Nézői szavazatok             | 1-2. Mentorok döntése             | 3. helyezett 27,08%               | 3. helyezett 27,08%               |
| 4.      | Mehringer Marci       | 1-4. Mentorok döntése            | 5-6. Nézői szavazatok                  | 4. 16,25%                         | 1-2. Mentorok döntése             | 4. 22,91%                         | Kiesett (4. hét) Nézői szavazatok | Kiesett (4. hét) Nézői szavazatok |
| 5.      | The Harmonies         | 5-8. Nézői szavazatok            | 4. Nézői szavazatok                    | 5. Nézői szavazatok               | 5. Nézői szavazatok               | Kiesett (3. hét) Nézői szavazatok | Kiesett (3. hét) Nézői szavazatok | Kiesett (3. hét) Nézői szavazatok |
| 6.      | Mardoll               | 5-8. Nézői szavazatok            | 5-6. Nézői szavazatok                  | 6. Nézői szavazatok               | Kiesett (3. hét) Nézői szavazatok | Kiesett (3. hét) Nézői szavazatok | Kiesett (3. hét) Nézői szavazatok | Kiesett (3. hét) Nézői szavazatok |
| 7-8.    | Nagy Regina Martina   | 5-8. Nézői szavazatok            | 7-8. Nézői szavazatok                  | Kiesett (2. hét) Nézői szavazatok | Kiesett (2. hét) Nézői szavazatok | Kiesett (2. hét) Nézői szavazatok | Kiesett (2. hét) Nézői szavazatok | Kiesett (2. hét) Nézői szavazatok |
| 7-8.    | Tabatabai Nejad Flóra | 1-4. Mentorok döntése            | 7-8. Nézői szavazatok                  | Kiesett (2. hét) Nézői szavazatok | Kiesett (2. hét) Nézői szavazatok | Kiesett (2. hét) Nézői szavazatok | Kiesett (2. hét) Nézői szavazatok | Kiesett (2. hét) Nézői szavazatok |
| 9.      | Tóth Roland           | 9. 12,82%                        | Kiesett (1. hét) Nézői szavazatok      | Kiesett (1. hét) Nézői szavazatok | Kiesett (1. hét) Nézői szavazatok | Kiesett (1. hét) Nézői szavazatok | Kiesett (1. hét) Nézői szavazatok | Kiesett (1. hét) Nézői szavazatok |
| 10.     | Beneath My Skin       | 10. 10,84%                       | Kiesett (1. hét) Nézői szavazatok      | Kiesett (1. hét) Nézői szavazatok | Kiesett (1. hét) Nézői szavazatok | Kiesett (1. hét) Nézői szavazatok | Kiesett (1. hét) Nézői szavazatok | Kiesett (1. hét) Nézői szavazatok |
| 11.     | The Palace            | 11. 6,21%                        | Kiesett (1. hét) Nézői szavazatok      | Kiesett (1. hét) Nézői szavazatok | Kiesett (1. hét) Nézői szavazatok | Kiesett (1. hét) Nézői szavazatok | Kiesett (1. hét) Nézői szavazatok | Kiesett (1. hét) Nézői szavazatok |
| 12.     | Imi Plaza             | 12. 5,72%                        | Kiesett (1. hét) Nézői szavazatok      | Kiesett (1. hét) Nézői szavazatok | Kiesett (1. hét) Nézői szavazatok | Kiesett (1. hét) Nézői szavazatok | Kiesett (1. hét) Nézői szavazatok | Kiesett (1. hét) Nézői szavazatok |
| Kiesett | Kiesett               | Tóth Roland nézői szavazatok     | Nagy Regina Martina nézői szavazatok   | Mardoll nézői szavazatok          | Mardoll nézői szavazatok          | Mehringer Marci nézői szavazatok  | Ferenczi Kamilla 3. helyezett     | Kocsis Paulina 2. helyezett       |
| Kiesett | Kiesett               | Beneath My Skin nézői szavazatok | Nagy Regina Martina nézői szavazatok   | Mardoll nézői szavazatok          | Mardoll nézői szavazatok          | Mehringer Marci nézői szavazatok  | Ferenczi Kamilla 3. helyezett     | Kocsis Paulina 2. helyezett       |
| Kiesett | Kiesett               | The Palace nézői szavazatok      | Tabatabai Nejad Flóra nézői szavazatok | The Harmonies nézői szavazatok    | The Harmonies nézői szavazatok    | Mehringer Marci nézői szavazatok  | Ferenczi Kamilla 3. helyezett     | Alee Győztes                      |
| Kiesett | Kiesett               | Imi Plaza nézői szavazatok       | Tabatabai Nejad Flóra nézői szavazatok | The Harmonies nézői szavazatok    | The Harmonies nézői szavazatok    | Mehringer Marci nézői szavazatok  | Ferenczi Kamilla 3. helyezett     | Alee Győztes                      |

### 1. hét (november 20.)
Az első élő show-ban jelentette be Miller Dávid, hogy 2022-ben elindul a műsor tizenegyedik évada. 
- Közös produkció: Szombat (Miller Dávid)
- Sztárfellépő: Ruszó Tibi (Ne játssz a szívemmel)

| #   | Versenyző             | Dal (eredeti előadó)                                                                      | Mentorok döntése | Mentorok döntése | Mentorok döntése | Mentorok döntése | Eredmény                          |
| #   | Versenyző             | Dal (eredeti előadó)                                                                      | Puskás Peti      | Csobot Adél      | ByeAlex          | Gáspár Laci      | Eredmény                          |
| --- | --------------------- | ----------------------------------------------------------------------------------------- | ---------------- | ---------------- | ---------------- | ---------------- | --------------------------------- |
| 1.  | The Harmonies         | I Wanna Dance with Somebody (Who Loves Me) (Whitney Houston) – Don’t Start Now (Dua Lipa) | Szék             | Szék             | Szék             | Szék             | Szék → Veszélyzóna → Továbbjutott |
| 2.  | Mardoll               | Caveman (saját dal)                                                                       | Szék             | Szék             | Szék             | Szék             | Szék → Veszélyzóna → Továbbjutott |
| 3.  | Nagy Regina Martina   | Nem vagy te Néró (Késmárky Marika)                                                        | Szék             | Szék             | Szék             | Szék             | Szék → Veszélyzóna → Továbbjutott |
| 4.  | Tóth Roland           | Lonely (Justin Bieber és Benny Blanco)                                                    | —                | —                | Szék             | Szék             | Veszélyzóna → Kiesett             |
| 5.  | Imi Plaza             | You’re My Heart, You’re My Soul (Modern Talking)                                          | —                | —                | Szék             | Szék             | Veszélyzóna → Kiesett             |
| 6.  | Mehringer Marci       | Lelket vennék (AWS)                                                                       | Szék             | Szék             | Szék             | Szék             | Szék → Továbbjutott               |
| 7.  | Beneath My Skin       | Talán (Manuel X T. Danny)                                                                 | —                | Szék             | Szék             | —                | Veszélyzóna → Kiesett             |
| 8.  | Paulina               | Kik lehetnénk mi? (saját dal)                                                             | Szék             | —                | Szék             | Szék             | Szék → Továbbjutott               |
| 9.  | The Palace            | Fiatalok (saját dal)                                                                      | Szék             | Szék             | —                | —                | Veszélyzóna → Kiesett             |
| 10. | Ferenczi Kamilla      | I’ll Never Love Again (Lady Gaga)                                                         | Szék             | Szék             | Szék             | Szék             | Szék → Veszélyzóna → Továbbjutott |
| 11. | Alee                  | Menned kell (Alee X APU (ALEXÉK))                                                         | Szék             | Szék             | Szék             | Szék             | Szék → Továbbjutott               |
| 12. | Tabatabai Nejad Flóra | Háborgó mélység (Burai X Opitz Barbi X Missh)                                             | Szék             | Szék             | —                | Szék             | Szék → Továbbjutott               |

### 2. hét (november 27.)
A második élő show-ban már csak 3 darab továbbjutást jelképező szék volt elhelyezve a színpad szélén. A szabályok ugyanazok voltak, mint az első héten, annyi különbséggel, hogy a mentorok döntése és a nézői szavazatok alapján is 3-3 versenyző jutott tovább.
- Extra produkció: Süt a nap (Miller Dávid)

| #  | Versenyző             | Dal (eredeti előadó)                 | Mentorok döntése | Mentorok döntése | Mentorok döntése | Mentorok döntése | Eredmény                          |
| #  | Versenyző             | Dal (eredeti előadó)                 | Puskás Peti      | Csobot Adél      | ByeAlex          | Gáspár Laci      | Eredmény                          |
| -- | --------------------- | ------------------------------------ | ---------------- | ---------------- | ---------------- | ---------------- | --------------------------------- |
| 1. | Nagy Regina Martina   | New York, New York (Cserháti Zsuzsa) | Szék             | Szék             | Szék             | —                | Szék → Veszélyzóna → Kiesett      |
| 2. | Mehringer Marci       | Use Somebody (Kings of Leon)         | —                | —                | Szék             | —                | Veszélyzóna → Továbbjutott        |
| 3. | Tabatabai Nejad Flóra | Mocskos pénz (saját dal)             | Szék             | —                | —                | —                | Veszélyzóna → Kiesett             |
| 4. | Paulina               | Most kéne abbahagyni (Kovács Kati)   | —                | Szék             | Szék             | Szék             | Szék → Továbbjutott               |
| 5. | Mardoll               | Crazy (saját dal)                    | Szék             | Szék             | Szék             | Szék             | Szék → Veszélyzóna → Továbbjutott |
| 6. | The Harmonies         | Utoljára sírtam érted (T. Danny)     | Szék             | Szék             | Szék             | Szék             | Szék → Veszélyzóna → Továbbjutott |
| 7. | Alee                  | Irigyeim (saját dal)                 | Szék             | Szék             | Szék             | Szék             | Szék → Továbbjutott               |
| 8. | Ferenczi Kamilla      | Egyedül ballagok (Váradi Roma Café)  | Szék             | Szék             | Szék             | Szék             | Szék → Továbbjutott               |

### 3. hét (december 4.)
A harmadik élő show-ban már csak 2 darab, a továbbjutást jelentő szék volt elhelyezve a színpad szélén. Az első körben a mentorok nem szavaztak, kizárólag a nézők szavaztak és aki a legkevesebb szavazatot kapta, azonnal kiesett. A többi öt versenyző még egy produkcióval színpadra állt és ugyanazok a szabályok voltak érvényesek, mint az előző két héten, annyi különbséggel, hogy a mentorok és a nézők is 2-2 versenyzőt juttathattak az elődöntőbe.
• Extra produkció: Ettől szép (Miller Dávid)
| Sorrend     | Versenyző        | Dal (eredeti előadó)                                        | Mentorok döntése | Mentorok döntése | Mentorok döntése | Mentorok döntése | Eredmény                          |
| Sorrend     | Versenyző        | Dal (eredeti előadó)                                        | Puskás Peti      | Csobot Adél      | ByeAlex          | Gáspár Laci      | Eredmény                          |
| Első kör    | Első kör         | Első kör                                                    | Első kör         | Első kör         | Első kör         | Első kör         | Első kör                          |
| ----------- | ---------------- | ----------------------------------------------------------- | ---------------- | ---------------- | ---------------- | ---------------- | --------------------------------- |
| 1.          | Alee             | Salsa (saját dal)                                           |                  |                  |                  |                  | Továbbjutott                      |
| 2.          | The Harmonies    | Ain’t No Mountain High Enough (Marvin Gaye & Tammi Terrell) | Továbbjutott     |                  |                  |                  |                                   |
| 3.          | Mardoll          | Alien (saját dal)                                           | Kiesett          |                  |                  |                  |                                   |
| 4.          | Paulina          | Always Remember Us This Way (Lady Gaga)                     | Továbbjutott     |                  |                  |                  |                                   |
| 5.          | Mehringer Marci  | 7 Years (Lukas Graham)                                      | Továbbjutott     |                  |                  |                  |                                   |
| 6.          | Ferenczi Kamilla | A csend (Margaret Island)                                   | Továbbjutott     |                  |                  |                  |                                   |
| Második kör |                  |                                                             |                  |                  |                  |                  |                                   |
| 7.          | Alee             | Vége (saját dal)                                            | —                | Szék             | Szék             | —                | Veszélyzóna → Továbbjutott        |
| 8.          | Mehringer Marci  | No Good (KALEO)                                             | Szék             | —                | Szék             | Szék             | Szék → Továbbjutott               |
| 9.          | The Harmonies    | Everything I Wanted (Billie Eilish)                         | —                | Szék             | —                | —                | Veszélyzóna → Kiesett             |
| 10.         | Ferenczi Kamilla | I Have Nothing (Whitney Houston)                            | Szék             | Szék             | Szék             | —                | Szék → Veszélyzóna → Továbbjutott |
| 11.         | Paulina          | Aranyapám (saját dal)                                       | —                | Szék             | Szék             | Szék             | Szék → Továbbjutott               |

### 4. hét – Elődöntő (december 11.)
Az elődöntőben két szék volt elhelyezve a színpad szélén, azonban megváltoztak a székes feladat szabályai: amennyiben a mentorok szavazatai alapján döntetlen volt az állás, úgy a nézői szavazatok döntötték el, hogy az adott versenyző leülhet-e vagy nem. Ha mindkét szék foglalt volt és a mentorok újabb versenyzőt ültettek le, a nézők a már jól ismert másfél perces csereszavazás során dönthettek arról, hogy ki maradjon ülve. A mentorok döntése alapján kettő, a nézői szavazatok alapján egy versenyző juthatott tovább a döntőbe. Az adás elején megemlékeztek az Omega december 6-án elhunyt frontemberéről, Kóbor Jánosról.
- Extra produkció: Csend (Miller Dávid)

| Sorrend | Versenyző                     | Dal (eredeti előadó)                                           | Mentorok döntése | Mentorok döntése | Mentorok döntése | Mentorok döntése | Eredmény                   |
| Sorrend | Versenyző                     | Dal (eredeti előadó)                                           | Puskás Peti      | Csobot Adél      | ByeAlex          | Gáspár Laci      | Eredmény                   |
| ------- | ----------------------------- | -------------------------------------------------------------- | ---------------- | ---------------- | ---------------- | ---------------- | -------------------------- |
| 1.      | Paulina és Geszti Péter       | Ma jól vagyok (JAZZ+AZ - DR.BRS remix)                         |                  |                  |                  |                  | Szék → Továbbjutott        |
| 2.      | Paulina                       | A te meséd (saját dal)                                         | Szék             | Szék             | Szék             | Szék             | Szék → Továbbjutott        |
| 3.      | Mehringer Marci és Lábas Viki | Menned kéne (ByeAlex és a Slepp feat. Lábas Viki)              |                  |                  |                  |                  | Veszélyzóna → Kiesett      |
| 4.      | Mehringer Marci               | Drunk Face / All I Know / Bloody Valentine (Machine Gun Kelly) | —                | —                | Szék             | —                | Veszélyzóna → Kiesett      |
| 5.      | Ferenczi Kamilla és Tóth Vera | Legyen ünnep (Katona Klári)                                    |                  |                  |                  |                  | Szék → Továbbjutott        |
| 6.      | Ferenczi Kamilla              | Hello (Adele)                                                  | Szék             | Szék             | Szék             | Szék             | Szék → Továbbjutott        |
| 7.      | Alee és Manuel                | Deja vu (saját dal)                                            |                  |                  |                  |                  | Veszélyzóna → Továbbjutott |
| 8.      | Alee                          | Nem felejtek (saját dal)                                       | —                | —                | Szék             | —                | Veszélyzóna → Továbbjutott |

### 5. hét – Finálé (december 18.)
A döntő a jubileumi évadban is egy adás volt. A döntőben nem voltak székek és a mentorok sem dönthettek, csak a nézői szavazatok döntöttek a versenyzők sorsáról.
• Téma: szabadon választott dal, saját dal (1. kör), duett a mentorokkal, válogatón előadott dal (2. kör), a győztes produkciója
• Extra produkció: Mark Ronson ft. Bruno Mars - Uptown Funk (Miller Dávid feldolgozásában)
| Sorrend               | Versenyző        | Dal (eredeti előadó)                                                | Eredmény                 |
| Első kör              | Első kör         | Első kör                                                            | Első kör                 |
| --------------------- | ---------------- | ------------------------------------------------------------------- | ------------------------ |
| 1.                    | Ferenczi Kamilla | Jealous (Labirinth)                                                 | 3. helyezett             |
| 4.                    | Ferenczi Kamilla | Video (saját dal)                                                   | 3. helyezett             |
| 2.                    | Alee             | Hey Lány (saját dal)                                                | Továbbjutott             |
| 5.                    | Alee             | Mennyi idő (saját dal)                                              | Továbbjutott             |
| 3.                    | Paulina          | Napsütős Tavasz (saját dal)                                         | Továbbjutott             |
| 6.                    | Paulina          | Maradok (saját dal)                                                 | Továbbjutott             |
| Második kör           |                  |                                                                     |                          |
| 7.                    | Alee             | Hullik (ByeAlex és a Slepp x Hiro) – duett a ByeAlex és a Slepp-pel | Győztes                  |
| 9.                    | Alee             | EyEy (saját dal)                                                    | Győztes                  |
| 8.                    | Paulina          | Sosem vagy egyedül (Gáspár Laci) – duett Gáspár Lacival             | 2. helyezett             |
| 10.                   | Paulina          | Ajándék (saját dal)                                                 | 2. helyezett             |
| A győztes produkciója |                  |                                                                     |                          |
| 11.                   | Alee             | Nincsen gond (saját dal)                                            | Nincsen gond (saját dal) |

A nézői szavazatok alapján a tizedik évad győztese Alee lett. Mentora, ByeAlex történelmet írt, ugyanis harmadik alkalommal nyert a mentoráltjával és mivel második alkalommal győzött a Fiúk kategóriájával, így a magyar X-Faktor első olyan mentora, aki ugyanazzal a kategóriával kétszer nyert.

## Nézettség
Jelmagyarázat
     – Az X-Faktor legmagasabb nézettsége
     – Az X-Faktor legalacsonyabb nézettsége
| Adás                    | Sugárzás           | Idősáv         | RTL Klub             | RTL Klub             | RTL Klub             | RTL Klub            | RTL Klub            | RTL Klub            | Forrás |
| Adás                    | Sugárzás           | Idősáv         | Teljes lakosság (4+) | Teljes lakosság (4+) | Teljes lakosság (4+) | Célközönség (18–49) | Célközönség (18–49) | Célközönség (18–49) | Forrás |
| Adás                    | Sugárzás           | Idősáv         | AMR                  | Arány (SHR%)         | Heti helyezés        | AMR                 | Arány (SHR%)        | Heti helyezés       | Forrás |
| ----------------------- | ------------------ | -------------- | -------------------- | -------------------- | -------------------- | ------------------- | ------------------- | ------------------- | ------ |
| Válogató – 1. rész      | 2021. október 9.   | szombat 20:00  | 1 000 003            | 23,5                 | 2.                   | 621 454             | 27,4                | 1.                  | [ 5 ]  |
| Válogató – 2. rész      | 2021. október 16.  | szombat 20:00  | 1 109 696            | 26,7                 | 1.                   | 694 526             | 31,9                | 1.                  | [ 6 ]  |
| Válogató – 3. rész      | 2021. október 23.  | szombat 20:00  | 1 052 116            | 25,2                 | 1.                   | 666 319             | 29,3                | 1.                  | [ 7 ]  |
| Válogató – 4. rész      | 2021. október 30.  | szombat 20:00  | 1 025 663            | 25,2                 | 2.                   | 620 270             | 29,0                | 1.                  | [ 8 ]  |
| Tábor – 1. rész         | 2021. november 6.  | szombat 20:00  | 881 980              | 22,5                 | 3.                   | 564 371             | 26,3                | 1.                  | [ 9 ]  |
| Tábor – 2. rész         | 2021. november 7.  | vasárnap 19:00 | 876 270              | 19,2                 | 4.                   | 530 317             | 21,9                | 3.                  | [ 9 ]  |
| Mentorok háza – 1. rész | 2021. november 13. | szombat 20:00  | 892 827              | 21,2                 | 1.                   | 570 581             | 25,4                | 1.                  | [ 10 ] |
| Mentorok háza – 2. rész | 2021. november 14. | vasárnap 19:00 | 843 415              | 18,3                 | 3.                   | 506 845             | 21,1                | 2.                  | [ 10 ] |
| 1. élő show             | 2021. november 20. | szombat 20:00  | 841 254              | 22,5                 | 2.                   | 527 909             | 26,1                | 2.                  | [ 11 ] |
| 2. élő show             | 2021. november 27. | szombat 20:00  | 884 112              | 22,1                 | 1.                   | 460 286             | 21,8                | 1.                  | [ 12 ] |
| 3. élő show             | 2021. december 4.  | szombat 20:00  | 853 437              | 22,0                 | 1.                   | 500 294             | 23,3                | 1.                  | [ 13 ] |
| 4. élő show (Elődöntő)  | 2021. december 11. | szombat 20:00  | 861 232              | 21,6                 | 1.                   | 470 475             | 22,3                | 1.                  | [ 14 ] |
| 5. élő show (Döntő)     | 2021. december 18. | szombat 20:00  | 839 699              | 22,4                 | 1.                   | 449 707             | 22,3                | 1.                  | [ 15 ] |